# Franklin (Texas)
Franklin è un comune degli Stati Uniti d'America, situato in Texas, nella contea di Robertson, della quale è anche il capoluogo.